# FB CFe 2/2

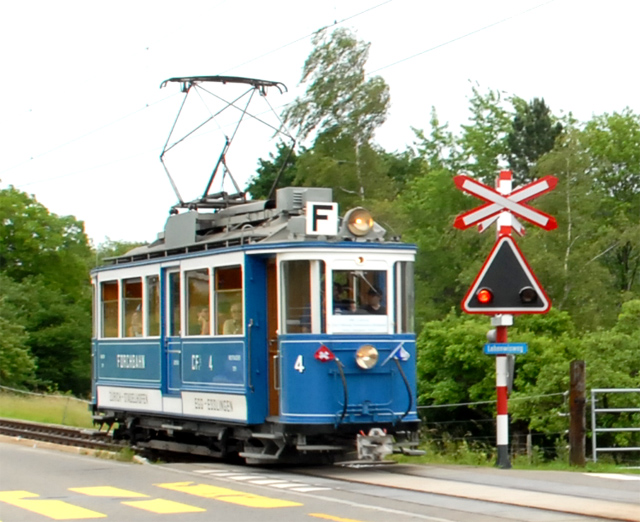
CFe 2/2 Nummer 4, das als historisches Fahrzeug erhalten blieb

Die CFe 2/2 der Forchbahn (FB) waren zweiachsige Zweirichtungs-Triebwagen, die bei Streckeneröffnung zu Beginn des 20. Jahrhunderts zwischen Bahnhof Zürich Stadelhofen und Esslingen ZH verkehrten.

## Geschichte
Zur Eröffnung der Forchbahn wurden im Jahr 1910 fünf Wagen dieses Typs beschafft. Die Schweizerische Lokomotiv- und Maschinenfabrik (SLM) war für den mechanischen Teil, die Maschinenfabrik Oerlikon (MFO) für den elektrischen Teil zuständig. Bis zur Eröffnung der Strecke 1912 waren alle ausgeliefert und zugelassen. Anfangs besassen alle Rollenstromabnehmer, welche jedoch schon vor 1920 sukzessive durch Lyra-Pantographen ersetzt wurden. In den 1960er Jahren erhielten alle Fahrzeuge Scherenstromabnehmer vom Typ Stemmmann. Die Fahrzeuge haben nach der Umstellung der Oberleitungsspannung von 1100 auf 1200 Volt Gleichspannung einen neuen Steuerkontroller der MFO bekommen, wodurch die Leistung ein wenig erhöht werden konnte. Seit den 1930er Jahren haben alle Fahrzeuge ausser der Nummer 1, welches schon früher in eine Kollision verwickelt war und danach verschrottet wurde, neue Fahrmotoren bekommen, womit die Höchstgeschwindigkeit auf 36 km/h gesteigert werden konnte.
Nach der Auslieferung der ersten Be 8/8-Doppeltriebwagen wurden die Fahrzeuge nicht mehr benötigt und wurden zu Dienstfahrzeugen umgebaut oder verschrottet. Das letzte Fahrzeug, welches verschrottet wurde, war der CFe 2/3 6 im Jahr 1986. Als 1980 der BDe 4/4 9 ausbrannte und zum Dienstfahrzeug umgebaut wurde, konnte der letzte Dienstmotorwagen verschrottet werden. Der CFe 2/2 5 wurde Anfang der 1970er Jahre zum Xe 2/2 5 und, nachdem der BDe 4/4 9 zum Xe 4/4 9 wurde, 1983 verschrottet.
Anfangs standen den Triebwagen noch fünf zweiachsige Anhänger zur Verfügung, von welchen nur der C2 11 erhalten geblieben ist.

## CFe 2/3 6 Brigitte
1915 musste ein neues Fahrzeug beschafft werden. Es sollte genauso wie die restlichen Fahrzeuge zu bedienen sein, aber einen ruhigeren Lauf aufweisen. Gerade auf dem Strassenbahnabschnitt in Zürich hatten die Fahrzeuge 1–5 einen sehr unruhigen und schlingernden Lauf. Bei der Drehgestellkonstruktion wurde deshalb auf das SLM-Lenkachsgestell zurückgegriffen. Dieses besteht aus zwei angetriebenen Endachsen und einer Laufachse in der Mitte des Fahrzeugs. In der Kurve können nun die äusseren Radsätze gelenkt werden, was das Kurvenquietschen und Schlingern minimiert. 1935 wurde der CFe 2/2 6 durch die SLM Winterthur mit dem SLM-Lenkachsgestell ausgerüstet. Der von nun an CFe 2/3 6 genannte Wagen war der einzige Wagen mit Holzkasten, der nach der Beschaffung der Forchbahn 2000 Be 8/8 noch im Regeldienst in Betrieb war.
| Typ     | Nummer | Ausrangierung Verbleib                       | Besonderes                          |
| ------- | ------ | -------------------------------------------- | ----------------------------------- |
| CFe 2/2 | 1      |                                              |                                     |
| CFe 2/2 | 2      |                                              |                                     |
| CFe 2/2 | 3      |                                              |                                     |
| CFe 2/2 | 4      | als historisches Fahrzeug erhalten geblieben | seit 1994 wieder in Blau lackiert   |
| CFe 2/2 | 5      |                                              |                                     |
| CFe 2/3 | 6      | 1986 Verschrottung                           | Ausgerüstet mit SLM-Lenkachsgestell |

## Beschränkungen im Einsatz
Als Ende der 2010er Jahre der Tunnel Zumikon ausgemessen wurde, wurde festgestellt, dass auf dem talseitigen Gleis der Stromabnehmer die Wand berühren könnte. Ab diesem Moment wurde bis zum Abriss der Gleise 2022 ein Fahrverbot für das verbliebene Fahrzeug Nummer 4 ausgesprochen. Nach der Renovierung des Tunnels wird dieses Problem behoben sein.
2009 wurde die Tramhaltestelle am Bahnhof Stadelhofen umgebaut, damit die Forchbahnfahrzeuge ohne Behindern des Tramperrons wenden können. Seit diesem Umbau ist es nicht mehr möglich, mit dem CFe 2/2 4 am Bahnhof Stadelhofen zu wenden. Das historische Fahrzeug darf seit dem Umbau nur noch bis zum Trammuseum Burgwies verkehren.